# Mr. Moonlight ～愛的Big Band～
「Mr. Moonlight ～愛的Big Band～」（Mr. Moonlight 〜愛のビッグバンド〜）是日本的女子偶像組合「早安少女組。」的第13张单曲。於2001年10月31日由zetima发售。

## 概要
- 「Mr. Moonlight 〜愛的Big Band〜」是早安少女組。五期成員高橋愛、紺野朝美、小川麻琴、新垣里沙加入後第一張單曲
- 此單曲只有「CD ONLY」1個版本。
- 在11月12日於公信榜單曲週排行榜取得第1位，是五期成員加入後首張銷量排名第一的單曲，亦成為早安少女組。出道以來第6張公信榜每周銷量排名第一的單曲。
- 在第52回NHK紅白歌合戰以組曲形式演唱（Mr. Moonlight ～愛的Big Band～ + The☆Pea～ce!）

## 收錄內容

### CD
1. Mr. Moonlight 〜愛的Big Band〜
（作詞・作曲：淳君　編曲：鈴木俊介）
2. 爆米花愛情!（ポップコーンラブ!）
（作詞・作曲：淳君　編曲：河野伸）
3. Mr. Moonlight 〜愛的Big Band〜(Instrumental)